# ルイーズ＝アデライード・ド・ブルボン (1696-1750)

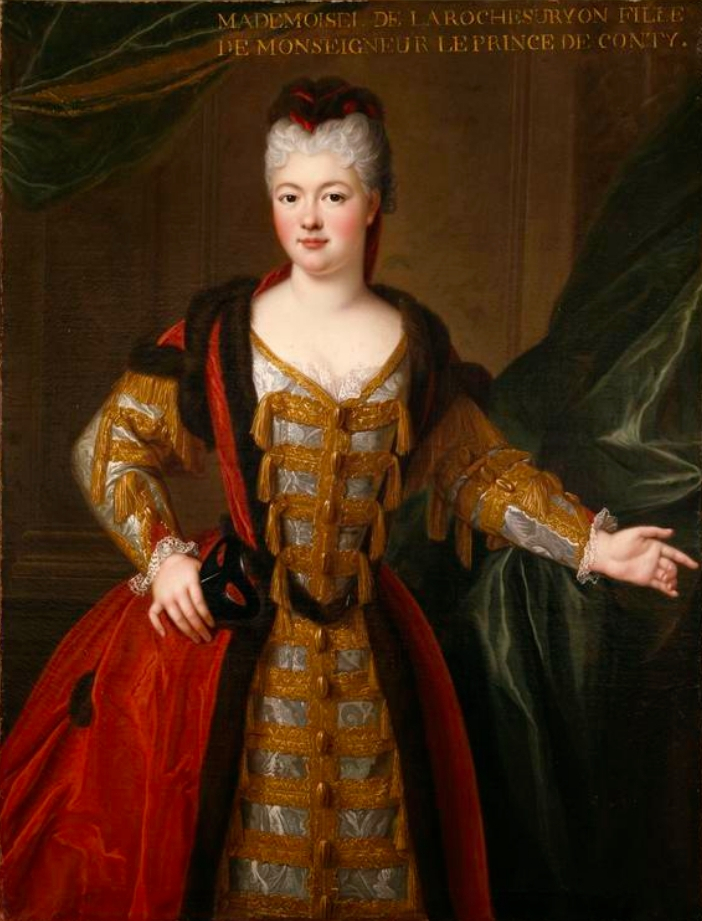
ラ・ロッシュ＝シュル＝ヨン姫、ピエール・ゴベール画

ルイーズ＝アデライード・ド・ブルボン（Louise-Adélaïde de Bourbon, 1696年11月2日 オテル・ド・コンティ - 1750年11月20日 パリ）は、ブルボン朝時代フランスの女性王族、血統内親王。

## 生涯
コンティ公フランソワ・ルイ（大コンティ親王）と、コンデ公アンリ＝ジュールの娘マリー＝テレーズの間の第5子・次女。ラ・ロッシュ＝シュル＝ヨン姫（Mademoiselle de La Roche-sur-Yon）と呼ばれた。1707年2月16日にヴェルサイユ宮殿内王室礼拝堂で洗礼式が行われ、洗礼の代父母を務めたグラン・ドーファン及びその義理の娘ブルゴーニュ公爵夫人に因みルイーズ＝アデライードの洗礼名を与えられた。1720年、姉のブルボン公爵夫人マリー＝アンヌが亡くなると、その資産を全て相続したが、姉の寡夫ブルボン公爵から強く抗議された。
1732年の母の死と前後して、ローザン公爵の再婚相手の寡婦ジュヌヴィエーヴ・マリー・ド・デュルフォールから、パリのオテル・ド・ローザンを購入し邸宅とした。邸宅は新たな所有者の称号に因みオテル・ド・ラ・ロッシュ＝シュル＝ヨンと改称され、1730年代に製作されたテュルゴーのパリ市地図でもこの名称で掲載された。生涯独身を通したが、1748年頃に50歳を過ぎてから、ルイ15世王の義父でロレーヌ公領を与えられていた元ポーランド王スタニスワフ・レシチニスキの再婚相手となる縁談が持ち上がったことがある。また、何人かの婚外子を産んだと噂されていた。
1750年に54歳で亡くなり、サンタンドレ＝デザール教会に葬られた。ダルジャンソン侯爵によれば、死因は天然痘だった。

## 引用・脚注
1. ↑  Dates
2. ↑  André Mauban (1944), Jean Marot: Architecte et Graveur Parisien (Paris: Les Éditions d'Art et d'Histoire, OCLC 7057275), p. 286.
3. ↑  Marquis d'Argenson, Mémoires, Paris, 1857, vol. III p. 204
4. ↑  Marquis d'Argenson, Mémoires, Paris, 1857, vol. III p. 366
5. ↑  Argenson, René-Louis de Voyer, marquis d' (1857). Memoires et journal inedit du marquis d'Argenson, ministre des affaires etrangeres sous Louis XV, vol. 3, p. 367. Paris: P. Jannet.